# Chicago Grand Prix 1999
Chicago Grand Prix 1999 var ett race som var den femtonde deltävlingen i CART World Series 1999. Racet kördes den 22 augusti på den nybyggda kortovalen Chicago Motor Speedway i Cicero, Illinois, förort till Chicago. Juan Pablo Montoya tog sin sjätte seger för säsongen, vilket åter tog honom upp i mästerskapsledning, men titelkombattanten Dario Franchitti blev tvåa, vilket begränsade Montoyas övertag av segern. Motnoyas stallkmarat Jimmy Vasser blev trea, vilket gjorde att Chip Ganassi Racing hade två förare på prispallen. Max Papis hade pole position, men kunde inte stå emot under racet, utan fick nöja sig med en fjärdeplats.

## Slutresultat
| Plats | Förare              | Team                     | Grid | Kvaltid |
| ----- | ------------------- | ------------------------ | ---- | ------- |
| 1     | Juan Pablo Montoya  | Chip Ganassi Racing      | 10   | 23,101  |
| 2     | Dario Franchitti    | Team KOOL Green          | 4    | 22,825  |
| 3     | Jimmy Vasser        | Chip Ganassi Racing      | 3    | 22,820  |
| 4     | Max Papis           | Team Rahal               | 1    | 22,788  |
| 5     | Hélio Castroneves   | Hogan Racing             | 5    | 22,832  |
| 6     | Patrick Carpentier  | Forsythe Racing          | 6    | 22,883  |
| 7     | P.J. Jones          | Patrick Racing           | 14   | 23,352  |
| 8     | Bryan Herta         | Team Rahal               | 7    | 22,889  |
| 9     | Roberto Moreno      | Newman/Haas Racing       | 8    | 22,977  |
| 10    | Robby Gordon        | Team Gordon              | 21   | 23,698  |
| 11    | Tony Kanaan         | Forsythe Racing          | 15   | 23,422  |
| 12    | Raul Boesel         | All American Racing      | 22   | 23,787  |
| 13    | Gil de Ferran       | Walker Racing            | 19   | 23,661  |
| 14    | Cristiano da Matta  | Arciero-Wells Racing     | 9    | 23,006  |
| 15    | Dennis Vitolo       | Payton/Coyne Racing      | 26   | 24,573  |
| 16    | Richie Hearn        | Della Penna Motorsports  | 23   | 24,177  |
| 17    | Shigeaki Hattori    | Bettenhausen Motorsports | 25   | 24,324  |
| 18    | Michel Jourdain Jr. | Payton/Coyne Racing      | 20   | 23,697  |
| 19    | Maurício Gugelmin   | PacWest Racing           | 12   | 23,187  |
| 20    | Scott Pruett        | Arciero-Wells Racing     | 13   | 23,280  |
| 21    | Mark Blundell       | PacWest Racing           | 2    | 22,813  |
| 22    | Michael Andretti    | Newman/Haas Racing       | 18   | 23,609  |
| 23    | Paul Tracy          | Team KOOL Green          | 17   | 23,594  |
| 24    | Jan Magnussen       | Hogan Racing             | 16   | 23,568  |
| 25    | Al Unser Jr.        | Marlboro Team Penske     | 24   | 24,314  |
| 26    | Greg Moore          | Forsythe Racing          | 11   | 23,150  |